# Költséghatékonysági elemzés
A költséghatékonysági elemzés a gazdasági elemzések egy olyan típusa, ami a relatív költségeket és a kimenetek hasonlítja össze különböző eljárások esetén. A költséghatékonysági elemzés különbözik a költséghasznossági elemzéstől, ami monetáris értéket kapcsol a kimenethez. A költséghasznossági elemzéseket előszeretettel használják egészségügyi területeken, ahol nehéz monetáris értéket kapcsolni az egészséghez mint kimenethez. Költséghatékonysági elemzések esetén a kimenet mérésére leggyakrabban használt érték a quality-adjusted life year (QALY).
A költséghasznossági elemzés hasonló a költséghatékonysági elemzéshez. Ábrázolása gyakran a sík koordináta-rendszerben történik, melyben az x tengely jelöli a költséget, az y tengely pedig a hatékonyságot.
A költséghatékonysági elemzés az eredmények átlagos szintjét kívánja maximalizálni, míg a disztribúciós költséghatékonysági elemzés kiterjeszti a központi módszereket annak érdekében, hogy magába foglalja az elosztás méltányosságának szempontját is az eredmény átlagos szintjével együtt, és átváltást tesz jogosság és hatékonyság között. Ezeknek a kifinomultabb módszereknek kifejezetten egészségügyi egyenlőtlenségek vizsgálatánál van jelentősége.